# Krisztián Vadócz
Krisztián Vadócz est un footballeur hongrois né le 3 mai 1985 à Budapest. Il est milieu de terrain défensif polyvalent.

## Carrière
Krisztián Vadócz a débuté avec l'équipe première du Honved à l'âge de 17 ans. Il fut titularisé à 12 reprises pour sa première saison dans le championnat de Hongrie. Lors de sa deuxième saison il dispute 28 matchs inscrivant même 5 buts. Dès lors il cherche à rejoindre un championnat plus relevé. 
Contacté par un club italien, il préfère cependant rejoindre l'AJ Auxerre où il intègre l'équipe de CFA. Afin de s'aguerrir il est prêté pendant six mois à Motherwell en Écosse. À l'issue de ce prêt il est transféré à NEC Nimègue aux Pays-Bas, avant de poursuivre son tour d'Europe à l'Osasuna Pampelune, où il s'engage en août 2008. Lors de sa deuxième saison au club, il est atteint du virus de la grippe A (H1N1).
En fin de contrat en Espagne, il retourne au NEC Nimègue en août 2011 où il fait une saison pleine et marque un but.
Il est transféré le 5 septembre à l'OB Odense en D1 danoise.
Après un court passage par le championnat indien, Vadócz rejoint le club suisse de Grasshopper en février 2015.
Après quelques mois en Suisse, il rejoint en septembre 2015 le Deportivo Alavés. Il résilie son contrat avec Alavés d'un commund accord en janvier 2016.
A la recherche d'un nouveau club, il s'engage en juin 2016 avec le club indien du Mumbai City FC.

## En sélection nationale
Vadócz fait ses débuts en sélection hongroise avec les -21 ans puis avec les A en 2004. Il marque son premier but lors d'un match amical contre l'Antigua-et-Barbuda à Miami aux États-Unis pour une victoire 3-2. Il est régulièrement appelé en sélection jusqu'en octobre 2011.
En juin 2018, près de sept ans après sa dernière cape, il est à nouveau rappelé par le sélectionneur Georges Leekens, à l'occasion de deux matches amicaux face au Belarus et à l'Australie.

## Palmarès
- Championnat de Hong Kong : 2017

- Élu meilleur joueur de l'année du championnat de Hong Kong en 2018[9].